# Imanes moleculares
Imanes moleculares o imán de base molecular son materiales moleculares capaces de presentar ferromagnetismo. Los materiales magnéticos han sido estudiados a lo largo de estos años desde que Faraday en 1832 publicó la primera imagen de las líneas de flujo alrededor de un magneto. Se ha descubierto que no solo los metales funcionan para materiales con magnetismo molecular, sino que también los compuestos orgánicos han demostrado una efectividad en el desarrollo de estos materiales.

## Fundamentos del magnetismo molecular
Los imanes moleculares se pueden definir como los sistemas más pequeños en los que los electrones siguen interactuando de forma colectiva para formar un macroespín. En su gran mayoría los momentos magnéticos de cada átomo se acoplan antiferromagnéticamente.
Al reducirse el espacio del sistema magnético (de bulk a escala molecular) se produce un cambio en las interacciones magnéticas existentes dentro del sistema. Si se controla adecuadamente la reducción de las dimensiones, se pueden controlar con precisión diversas propiedades magnéticas importantes como: tamaño del espín, momentos orbitales, la anisotropía magnética, propiedades termodinámicas, el tamaño de los dominios magnéticos y el tamaño de la frontera de grano, las propiedades dinámicas. El controlar estos parámetros ofrece perspectivas tecnológicas muy interesantes en la construcción de dispositivos.

Dos efectos se destacan principalmente en estos sistemas debido al comportamiento cuántico del sistema de espín de las moléculas: Cuantización en su histéresis y tunelaje cuántico de magnetización.
La gran ventaja de los imanes moleculares es el hecho de que pueden ser sintetizados en copias idénticas pero al mismo tiempo permiten la variación en su estructura, útil para diseñar interacciones magnéticas de diferentes fuerzas. Existen imanes moleculares inorgánicos, metalorgánicos y puramente orgánicos, en el caso de estos últimos los radicales son los que contienen el spin.

Cada unidad molecular puede contener desde dos hasta varias docenas de iones paramagnéticos (spins) y aunque estos materiales sean utilizados como muestras macroscópicas, cristales o polvos por ejemplo, las interacciones magnéticas intermoleculares son despreciables en comparación con las interacciones intramoleculares. Por lo tanto las propiedades magnéticas que los materiales presentan son un reflejo principalmente de las propiedades de una sola molécula. Las características de estos materiales los hacen prometedores en una variedad de aplicaciones, desde física hasta biomedicina.

## Primer material ferromagnético orgánica
Durante décadas se ha estudiado las propiedades de estado sólido de los compuestos orgánicos los cuales han demostrado tener propiedades extraordinarias las cuales pueden ser bien aprovechadas para el desarrollo de nuevos materiales. El primer material orgánico que demostró tener propiedades ferromagnéticas fue la p-nitrofenil nitronil nitróxido (p-NPNN por sus siglas en inglés) esta demostró ser un ejemplo del primer ferromagneto sin elementos metálicos.

### Historia de la p-nitrofenil nitronil nitróxido
La primera teoría explícita de ferromagnetos orgánicos fue propuesta en 1963 por Mc Connell. Sin embargo, no se encontraron cristales orgánicos puros para ser ‘bulk’ ferromagnetos tridimensionales. Para 1991 la transición al orden ferromagnético fue marcado por el descubrimiento del cristal de p-nitrofenil p-nitrofenil nitronil nitróxido (C13H16N3O4). Su ferromagnetismo fue establecido bajo la temperatura de transición de 0.6 K por varios experimentos tales como:
- Suseptibilidad.
- Magnetización.
- Capacidad calorífica.
- Rotación del espín del muon en campo cero.
- Difracción de neutrones.
- Mediciones de resonancia ferromagnética.[1]

## Aplicaciones

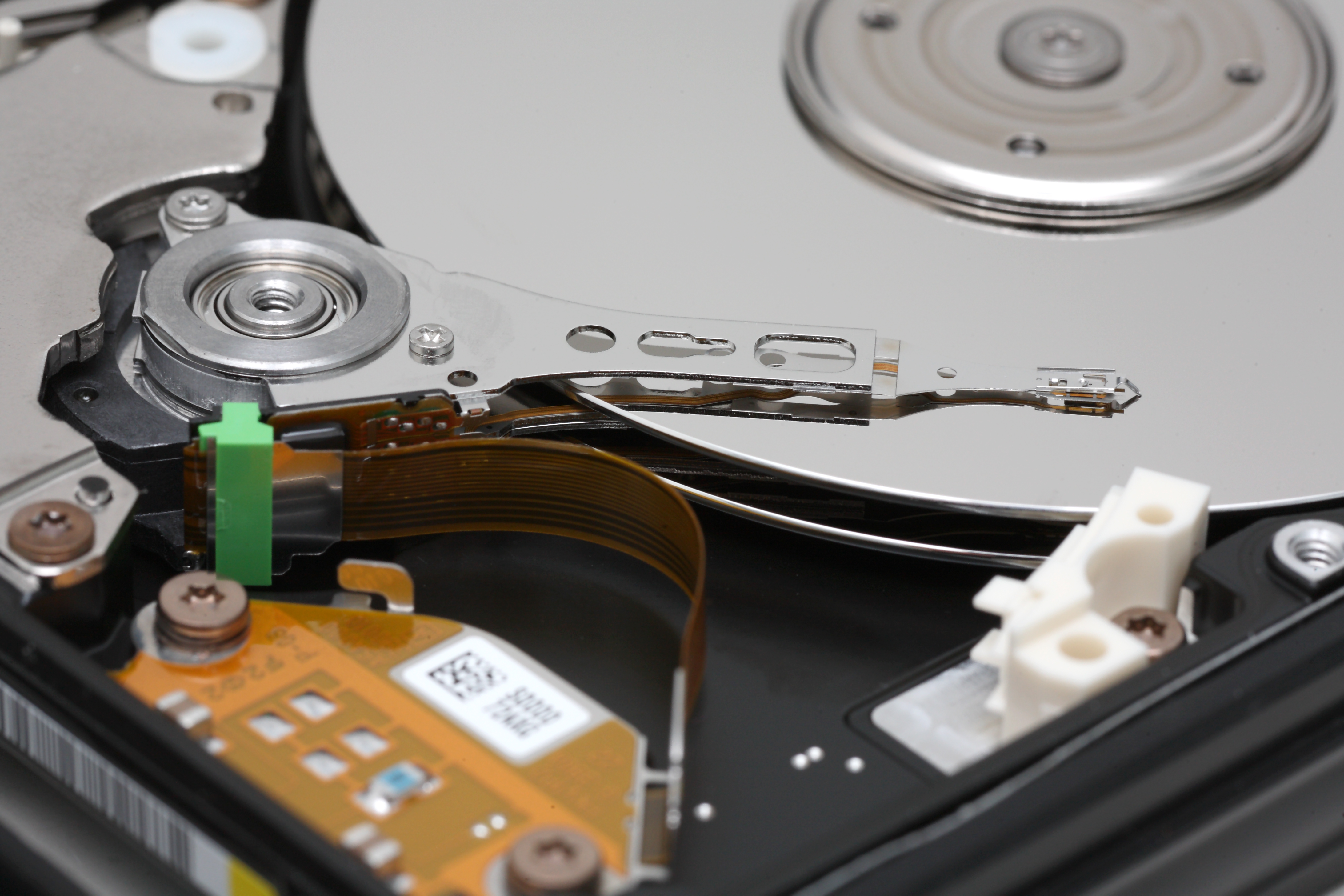
Posible aplicación de los Imanes moleculares en almacenamiento de información

Ferromagnetos permanentes hechos con metales de transición y tierras raras como hierro y neodimio se encuentran en muchos lados como en carros, computadoras, dispositivos móviles y en muchas otras aplicaciones. Los imanes moleculares ofrecen una gran variedad de propiedades adicionales, tales como: son más ligeros, transparencia, solubilidad, propiedades magneto-ópticas (el magnetismo puede ser inducido por la luz) y biocompatibilidad. Estos materiales pueden ser el principio de una nueva clase de sistemas de almacenamiento de información.

Algunas de las aplicaciones que pueden tener estos materiales son:
- Biosensado y diagnosis: biosensores detectores de enzimas, proteínas, iones y virus. Diagnosis de enfermedades y uso como agentes de contraste en IRM.
- Terapia e ingeniería de tejidos: terapia en tratamiento de cáncer, crecimiento de tejido (nervioso, piel, hígado).
- Ambientales: coprecipitación de contaminantes en agua, descomposición térmica, como detectores de ciertas sustancias.
- Electrónica: Discos duros, optoelectrónica, dispositivos de grabación, computación cuántica.[3][5]